# بيل بروبيكر
بيل بروبيكر (بالإنجليزية: Bill Brubaker)‏ هو لاعب كرة قاعدة أمريكي، ولد في 7 نوفمبر 1910 في كليفلاند في الولايات المتحدة، وتوفي في 2 أبريل 1978 في لاغونا هيلس في الولايات المتحدة.

## وصلات خارجية
- بيل بروبيكر على موقع دوري كرة القاعدة الرئيسي (الإنجليزية)
- بيل بروبيكر على موقعبيزبول رفرنس.كوم (الدوري الرئيسي) (الإنجليزية)